# 平野歩夢
平野 歩夢（ひらの あゆむ、1998年〈平成10年〉11月29日 - ）は、日本のスノーボーダー（専門はハーフパイプ）、スケートボーダー。2022年北京オリンピック金メダリスト。2014年ソチオリンピック・2018年平昌オリンピック2大会連続銀メダリスト。2020年東京オリンピックスケートボード日本代表。2022年現在、冬季オリンピックにおける日本代表選手としての最年少メダル獲得記録保持者である。
新潟県村上市出身。村上市立村上南小学校、村上第一中学校卒業、開志国際高等学校アスリートコースを経て2017年4月、日本大学スポーツ科学部に入学。2021年3月同大学卒業。
兄の英樹（えいじゅ）、弟の海祝（かいしゅう）も同じくスノーボード選手。

## 来歴
スケートパークを運営する父・平野英功のもとに生まれた。4歳の時に3歳上の兄の影響でスケートボードとスノーボードを始めた。山形県小国町の横根スキー場でドロップインからラインどりの練習を行った。また小学生時代は福島県南会津町の会津高原南郷スキー場で練習を重ねた。その後小学4年時にスノーボードメーカー、バートンと契約し、2011、2012年の全米オープンのジュニアジャムで連覇を果たした。
2011年3月、アメリカ・バーモント州ストラットンで行われた全米オープンの決勝で13位に入った。
14歳で出場した2013年1月に開催されたX Gamesでは難易度の高い技を他のトップライダーが繰り出す中、圧倒的なエアの高さと、パイプ内でのパーフェクトな動きで史上最年少で銀メダルを獲得した。2月にスイスのラークスで行われた欧州オープンでは優勝した。同年8月にニュージーランドで行われたW杯開幕戦で優勝した。なお、平野は最年少でTTRワールドスノーボードツアーのハーフパイプ部門において年間王者になっている。
2014年のソチオリンピックで、平野は2月11日に行われた決勝で1回目で90.75点、2回目で93.50点をマークし2位につけ銀メダルを獲得した。なお、15歳74日でのメダル獲得は冬季オリンピックにおける日本人史上最年少記録であり、平野と同種目で銅メダルを獲得した平岡卓と共に、日本人史上初のスノーボード競技でのメダル獲得となった。また、平野はスノーボードにおける最年少のオリンピックメダリストとしてギネス世界記録に認定された。
同年4月に開志国際高等学校に入学した。
2015年、欧州オープンで2位、全米オープンで3位等の成績を残し2014-2015シーズンから新設されたワールドスノーボードツアープロシリーズで男子ハーフパイプ部門でシーズン王者となった。
2015-2016年シーズン、平野にとっては開幕戦となった12月、ブレッケンリッジのウインターデューツアーに出場し予選を4位で通過、13日の決勝は2本目のランをうまくまとめ2位になった。
2016年1月、平野はスイスのラークスで行われたLAAXオープンに予選免除の招待選手として出場し、21日の準決勝を1位で通過して翌日の22日の決勝を3本目のランで完璧な滑りを見せ1位になり優勝、またオスロで行われた初開催されたX Gamesには決勝を1本目のランから高得点を出し初優勝した。
2016-2017年シーズンは未成年者選手の飲酒騒動を受けて、飲酒を否定している平野も第三者委員会の調査のため活動休止を余儀なくされた。最終戦の3月の全米オープンでは左膝の内側側副じん帯を損傷と腹部を強打して肝臓も痛める大怪我をした。
2017年2月、平野は住宅メーカーの木下工務店などを傘下に持つ木下グループと所属契約を結んだ。それまで所属していたバートンからは引き続き用具の提供を受ける。同年4月、日本大学スポーツ科学部に入学。
2018年1月28日に開催されたX Games ASPENでは、史上初連続縦2回転+横2回転を決め金メダルを獲得した。
2018年平昌オリンピック、2月14日に行われた決勝2回目、平野は連続縦2回転+2回転を決め95.25点をマークしてトップに躍り出るも、3回目最終滑走のアメリカのショーン・ホワイトが97.75点をマークして逆転された。結果としてホワイトに次ぐ2位に入り、平野自身冬季五輪で2大会連続となる銀メダルを獲得した。
2018年11月、2020年東京オリンピックで新種目として採用されるスケートボードに挑戦することを表明。東京オリンピックが1年延期されたことで2022年北京オリンピックとの間隔が狭くなり、スノーボードの練習との並立が難しくなる中で、2021年5月のスケートボードの国際大会で日本人トップとなり開催国枠で東京オリンピック出場権を獲得。
2021年8月5日に開催された東京オリンピックスケートボード男子パークに出場し、予選は通過できなかったが、日本で5人目となる夏冬五輪出場選手となった。
2022年1月8日に開催されたワールドカップ第2戦、また同年1月15日に開催された第3戦で連勝したことにより、平野は2021-2022年シーズン種目別において自身初の総合優勝を果たした。。
2022年2月11日に行われた北京オリンピック、スノーボード男子ハーフパイプ決勝にて「トリプルコーク1440」を1回目から成功させたものの転倒もあり9位、2回目は91.75で2位となり、「2本目の点数に納得いかず、そういう怒りが自分の気持ちの中でうまく表現できた」3回目の滑走では96.00点をマークし、金メダル獲得と冬季オリンピック3大会連続メダル獲得という、いずれもスノーボード種目で日本人選手初となる偉業を成し遂げた。
2024年3月19日、結婚を発表した。
2025年3月27日、SAJの派遣基準で優勝すれば来年のミラノ・コルティナ五輪代表入りが確実となるスノーボードの世界選手権に出場を予定していたが、前日の練習で転倒して負傷し現地の病院で左肋骨の骨折と診断され、当日試合前練習には参加したが、着地などで痛みを感じて棄権した。

## 主な成績
- 2012-2013シーズン TTR World Snowboard Tour  男子HPシーズン王者
- 2014-2015シーズン World Snowboard Tour Pro Series  男子HPシーズン王者

- 2012年 Burton High Fives! HP 1位
- 2013年 Burton High Fives! HP 4位
- 2014年 Burton High Fives! HP 7位

- 2012年 Winter Dew Tour HP 5位
- 2013年 Winter Dew Tour HP 6位
- 2014年 Winter Dew Tour HP 5位
- 2015年 Winter Dew Tour HP 2位
- 2023年 Winter Dew Tour HP 1位

- 2013年 Winter X Games HP 2位
- 2015年 Winter X Games HP 6位
- 2016年 Winter X Games HP 11位
- 2016年 Winter X Games Oslo HP 1位
- 2018年 Winter X Games Aspen HP 1位
- 2022年 Winter X Games Aspen HP 2位

- 2013年 Burton US Open HP 2位
- 2015年 Burton US Open HP 3位
- 2016年 Burton US Open HP 13位
- 2018年 Burton US Open HP 1位

- 2013年 Burton European Open HP 1位
- 2015年 Burton European Open HP 2位
- 2016年 LAAX OPEN HP 1位

- 2013年 FIS World Cup（SUI） HP 1位
- 2013年 FIS World Cup（NZL） HP 1位
- 2016年 FIS World Cup（JPN） HP 5位
- 2017年 FIS World Cup (NZL) HP 2位
- 2017年 FIS World Cup (USA) HP 1位
- 2017年 FIS World Cup (CHN) HP 1位
- 2021年 FIS World Cup (USA) HP 4位
- 2022年 FIS World Cup (USA) HP 1位
- 2022年 FIS World Cup (SUI) HP 1位

- 2011年 Burton US Open Junior Jam HP 1位
- 2012年 Burton US Open Junior Jam HP 1位

- 2007年 Nissan X-Trail Nippon Open Kids Jam HP 4位
- 2008年 Nissan X-Trail Nippon Open Kids Jam HP 3位

- 2009年 Nissan X-Trail Asian Open Kids Jam HP 1位
- 2011年 Burton New Zealand Open HP 5位

- 2013年 The Arctic Challenge HP 3位
- 2014年 ソチオリンピック HP 2位

- 2016年 北海道スキー選手権大会スノーボード競技 HP 1位

- 2018年 平昌オリンピック HP 2位
- 2022年 北京オリンピック HP 1位

HP=ハーフパイプ

## 主な受賞
- 新潟県民栄誉賞[28]
- 県民栄誉賞特別賞[29][28]
- スポーツ特別栄誉賞
- 新潟日報スポーツ特別栄誉賞
- ベストカラアゲニスト（日本唐揚協会） - 2014アスリート部門受賞[30]
- 紫綬褒章（2022年）[31][32]

## 出演

### テレビ出演
- アスリートの魂（2018年1月20日、NHK BS1）[33]
- クローズアップ現代+（2018年2月7日、NHK総合）[34]

### CM
- ユニクロ 『21FW LifeとWear 地上と宇宙篇』（2021年10月 - ）※綾瀬はるかと共演
- TOKIOインカラミ（イフイング株式会社） 『トップアスリート篇』（2022年7月 - ）[35]※高木美帆と共演